# The great escape
『the great escape』（グレイト・エスケイプ）は、日本のシンガーソングライター・寺岡呼人の7枚目のオリジナルアルバム（寺岡呼人 & Golden Circle of Friends名義）。2004年3月17日にトイズファクトリーより発売された。

## リリース・音楽性
通常盤のみの1形態で発売。紙ジャケット仕様となっている。オリジナルアルバムとしては前作『COSMOS』以来約2年ぶりで、今回も「寺岡呼人 & Golden Circle of Friends」名義となっている。寺岡のソロ活動10周年の集大成となるアルバムで、シングルとしてリリースされた「競争る為にだけ生まれてきた訳じゃねぇ」を含む全11曲が収録されている。
本作のアートディレクターは藤川コウが担当。

## 収録曲
- 全作詞・作曲・編曲：寺岡呼人（#3除く） / プロデュース：寺岡呼人

1. ファンタジア [4:19]
2. アストロボーイ 〜Born on the seventh of April 2003〜 [4:27]
3. 競争る為にだけ生まれてきた訳じゃねぇ [4:28]
  - 作詞：桜井和寿 / 作曲：寺岡呼人 / 編曲：寺岡呼人・桜井和寿

15thシングル。
4. 走れ、機関車! [3:59]
ベスト・アルバム『MASTER PIECE』にも収録された。
5. 酔いどれ天使 [4:42]
15thシングル『競争る為にだけ生まれてきた訳じゃねぇ』カップリング曲。
6. STAY GOLD [5:07]
  - 弦編曲：阿部雅士
7. スワンソング [4:45]
ミニアルバム『CRY BABY』収録曲。
8. ム・ニ・ナ・ル [2:51]
9. 危険な情事ハリソン 〜プライベートレッスン編〜 [4:00]
  - 管編曲：山本拓夫
10. イッツ・オンリー・バイオレンス Part I〜II [5:32]
11. 夜曲 [5:12]
  - 弦編曲：阿部雅士

矢野真紀に提供した楽曲のセルフカバー[2]。
ベスト・アルバム『MASTER PIECE』『MASTER PIECE -maverick- Best of 30 Years』にも収録された。

## 参加ミュージシャン
- 林立夫：Drums (#1, #6)
- 小田原豊：Drums (#3, #4)
- 松永俊弥：Drums (#5, #9)
- 河村智康：Drums (#7, #8, #10), Tambourine (#8, #10), Shaker (#10)
- 島村英二：Drums (#11)
- 高水健司：Bass (#1, #5, #6), Acoustic Bass (#11)
- 寺岡呼人：Bass (#3, #4, #7, #8, #10), Electric Guitar (#2 - #4, #7 - #10), Electric Guitar Solo (#5), Acoustic Guitar (#5 - #7, #10, #11)
- 美久月千晴：Bass (#9)
- 松原正樹：Electric Guitar (#1, #6), Acoustic Guitar (#1)
- 町田直隆 (BUNGEE JUMP FESTIVAL)：Guitar Solo (#2, #10)
- 藤田顕 (PLECTRUM)：Guitar Solo (#3)
- 叶沢信明：Steel Guitar (#5)
- 有田純弘：Banjo (#5), Mandolin (#5)
- 上杉洋史：Acoustic Piano (#1, #3 - #6, #11), Hammond Organ (#1, #3, #7), Synthesizer (#2), Vox Organ (#9)
- 三沢またろう：Percussions (#1, #6)
- 栄田嘉彦：Violin (#6, #11)
- 竹内純：Violin (#6, #11)
- 桐山なぎさ：Violin (#6)
- 今野均：Violin (#6)
- 押鐘貴之：Violin (#6)
- 栄田みどり：Violin (#6)
- 両角里香：Viola (#6, #11)
- 秋山俊樹：Viola (#6)
- 阿部雅士：Cello (#6, #11)
- 笠原あやの：Cello (#6)
- 山本拓夫：Baritone Saxophone (#9), Tenor Saxophone (#9)
- 村田陽一：Trombone (#9)
- 菅坡雅彦：Trumpet (#9)
- 西村浩二：Trumpet (#9)
- ゆず（北川悠仁・岩沢厚治）：Chorus (#3)
- サニー：Chorus (#7)
- アンソニー：Chorus (#7)
- 堀内健：Guest Student (#9)
- “セクシー”ヨウコ先生：Guest Teacher (#9)